# Boeing EC-135 Looking Glass
Looking Glass staat voor de codenaam die gebruikt wordt voor de vliegende commandopost van het Amerikaanse Strategic Command (STRATCOM).
Voor dit vliegtuig gebruikte de USAF jarenlang het airframe van een omgebouwde Boeing EC-135C, een militaire versie van de Boeing 707. Dit airframe werd letterlijk volgestouwd met geavanceerde radar, detectie en communicatieapparatuur; deze ingrijpende ombouw was noodzakelijk voor een goede uitvoering van de Looking Glass missie. Looking Glass functioneerde namelijk als reserve eenheid belast met de Command & Control & Communicatie-coördinatie van alle nucleaire eenheden van de Amerikaanse krijgsmacht als hun commandoposten door vijandelijke acties werden verwoest of onbruikbaar gemaakt.
Vanaf oktober 1998 zijn de inmiddels verouderde USAF toestellen na ongeveer 30 jaar dienst afgelost door de nieuwe Boeing E-6 Mercury van de USN. De Looking Glass bemanning is nu samengevoegd met de marinebemanning die de Take Charge And Move Out (TACAMO) taak verricht.
De meeste EC-135s zijn beland bij het Aerospace Maintenance and Regeneration Center, ook wel de ‘boneyard’ (begraafplaats) genoemd, op de vliegbasis Davis-Monthan in Arizona.

## Geschiedenis
De Looking Glass missies begonnen tijdens het hoogtepunt van de Koude Oorlog in februari 1961 op voordracht van het nu opgeheven Strategic Air Command(SAC). Men gebruikte hiervoor vijftien omgebouwde EC-135C Looking Glass toestellen. Vanaf die tijd was er altijd één exemplaar in de lucht operationeel, 365 dagen per jaar gedurende 24 uur per dag. Het ‘dienstdoende’ toestel keerde pas terug als zijn aflossing zich op een bepaalde positie in de lucht gereed had gemeld.
Van de overige toestellen waren er een aantal in onderhoud, waren er vier bezig met trainingsvluchten voor de bemanningen en stonden er twee verspreid over de Verenigde Staten stand-by als reserve. In de loop van de jaren ging een toestel door een ongeluk verloren en werden door de EC-135’s en hun bemanningen meer dan 281.000 vlieguren gemaakt.
De veranderde wereldsituatie bracht in de Verenigde Staten allerlei militaire inkrimpingen en reorganisaties met zich mee. Vanwege het uiteenvallen van de Sovjet-Unie werd de Looking Glass missie vanaf juli 1990 gewijzigd. Looking Glass ging deel uitmaken van een nieuw commando, Strategic Command(STRATCOM).
Dit markeerde de overgang van de specifieke Looking Glass luchtmachtmissie naar een gezamenlijke (joint) militaire missie. Gedurende deze overgangsfase bleef voor de ‘oude’ Looking Glass missie de 24-uurs alarmtoestand van kracht maar werden de toestellen in het vervolg op de grond gehouden met de bemanning direct bij de hand.
Bij de invoering van de Boeing E-6 Mercury toestellen van de USN werden de Looking Glass en de TACAMO bemanningen ten slotte samengevoegd.

## Bemanning
De EC-135 Looking Glass bemanning bestond altijd uit een vliegbemanning en een missiebemanning.
De vliegbemanning bestond uit twee vliegers, een navigator en een airborne refueling operator. Zij en de EC-135 zelf waren ingedeeld bij 7th Airborne Command and Control Squadron, ACC op de vliegbasis Offutt in Nebraska.
Er waren voor de missiebemanning van de Looking Glass zeven operationele groepen bemanningsleden beschikbaar die uit alle krijgsmachtdelen waren geselecteerd. Dit 'battle staff' personeel maakte deel uit van de STRATCOM Combat Operations Staff en bestond uit:
- De Airborne Emergency Actions Officer (AEAO): dit was de Looking Glass commandant; een USAF generaal uit de commandostructuur van Strategic Command (STRATCOM), Transportation Command (TRANSCOM), Air Combat Command (ACC) of Air Force Space Command (AFSPC) of een USN admiraal uit de commandostructuur van  Navy Command Submarine Group 9, Pacific (COMSUBGRU NINE) of Command Submarine Group 10, Atlantic (COMSUBGRU TEN). Deze generaal of admiraal was teamchef en tevens hoofd van de operationele staf. Hij was verantwoordelijk voor de teamleiding, training en onderlinge samenwerking.
- De communicatieofficier (COMO): was voor alle communicatie systemen aan boord verantwoordelijk en zorgde voor de tijdige afhandeling van alle berichten.
- De airborne launch control officier (LCO): de leider van het lanceerteam en hij bemande samen met de communicatie officier het Looking Glass lanceer controlesysteem. Hiermee kon vanuit Looking Glass de lanceercode naar de ICBM raketsilo’s worden verzonden als de controlecentra op de grond uitgeschakeld waren. Hiermee werd Looking Glass een geducht wapensysteem ofschoon het vliegtuig zelf onbewapend was.
- De emergency action onderofficier (EANCO): deze was belast met de verstrekking, inhoud, volgorde en samenstelling van alle emergency action messages die werden gebruikt om de oorlogsplannen uit te laten voeren. De EANCO vormde samen met de teamchef het emergency action team.
- De single integrated operations plan advisor (SIOP): dit was tevens de vervangende missiecommandant; hij adviseerde de Looking Glass commandant over alle plannen en eenheden waarover de  president op dat moment kon beschikken.
- De inlichtingenofficier (INTEL): deze verschafte de gehele bemanning periodiek inlichtingen over alle actuele zaken, dreigingsniveaus en geïdentificeerde vijandelijke acties en eenheden.
- De logistiek officier (LOG): was verantwoordelijk voor de beschikbaarheid van vliegbases voor terugkerende bommenwerpers en tankvliegtuigen. Hier diende medische zorg, voedsel en rustgelegenheid voor de bemanningen aanwezig te zijn en moesten de toestellen worden hersteld, herladen en opnieuw worden voorzien van brandstof.

Na de integratie bij de Boeing E-6 Mercury bemanning vervielen de door luchtmacht personeel beklede functies van Communicatie Officier en Logistieke Officier. Hun taken werden overgenomen door de E-6 marine bemanning belast met de US Navy TACAMO-missie.